# Segunda División de México 1989-90
La Temporada 1989-90 de la Segunda División de México fue el XLI torneo de la historia de la segunda categoría del fútbol mexicano. El Club León se proclamó campeón por primera ocasión tras vencer al Inter de Tijuana en la final por el título.

## Cambios
- Atlético Potosino descendió desde Primera División.
- El ascenso al máximo circuito le correspondía al club Potros Neza sin embargo, al tratarse de un equipo filial, la escuadra fue adquirida por nuevos propietarios que la utilizaron para el resurgir del Club Veracruz.
- Tapatío, Pioneros de Cancún y FEG descendieron a Segunda B.
- Bachilleres y Galicia de Cuernavaca ascendieron desde Segunda B, mientras que el Club Ayense consiguió subir desde la Tercera División.
- Se integró a la división el Inter de Tijuana, equipo creado tras la compra del club Albinegros de Orizaba.
- Tras la jornada 18 el Nuevo León fue comprado por otros propietarios, quienes lo transformaron en Leones de Saltillo.
- A partir de esta temporada se eliminó la liguilla por el no descenso, por lo que desde este ciclo los tres últimos lugares de la tabla general perdieron la categoría.

## Formato de competencia
Los veinte equipos se dividen en cinco grupos de cuatro clubes, manteniendo los juegos entre los 20 en formato de todos contra todos a visita recíproca en 38 jornadas. Los dos primeros lugares de cada agrupación se clasifican a la liguilla en donde los ocho clubes se reparten en dos grupos de cuatro conjuntos, siendo los líderes los que jugarán la final por el campeonato a visita recíproca. Los últimos tres lugares de la tabla general descenderán a Segunda B.

## Equipos participantes

### Equipos por Entidad Federativa
| Entidad Federativa | N.º | Equipos                            |
| ------------------ | --- | ---------------------------------- |
| Jalisco            | 3   | Ayense, Bachilleres y Club Jalisco |
| Estado de México   | 2   | Ecatepec y SUOO                    |
| Morelos            | 2   | Galicia y Zacatepec                |
| Querétaro          | 2   | Querétaro FC y U.A. Querétaro      |
| Baja California    | 1   | Inter de Tijuana                   |
| Coahuila           | 1   | Leones de Saltillo                 |
| Colima             | 1   | Tecomán                            |
| Guanajuato         | 1   | León                               |
| Hidalgo            | 1   | Pachuca                            |
| Michoacán          | 1   | La Piedad                          |
| Nayarit            | 1   | Tepic                              |
| Nuevo León         | 1   | Nuevo León                         |
| Oaxaca             | 1   | Salina Cruz                        |
| Quintana Roo       | 1   | Chetumal                           |
| San Luis Potosí    | 1   | Atlético Potosino                  |
| Yucatán            | 1   | Atlético Yucatán                   |

### Información sobre los equipos participantes
| Equipo            | Ciudad                                | Estadio                 |
| ----------------- | ------------------------------------- | ----------------------- |
| Atlético Potosino | San Luis Potosí, S.L.P.               | Plan de San Luis        |
| Ayense            | Ayotlán, Jalisco                      | Chino Rivas             |
| Bachilleres       | Guadalajara, Jalisco                  | Tecnológico U. de G.    |
| Chetumal          | Chetumal, Quintana Roo                | José López Portillo     |
| Ecatepec          | Ecatepec de Morelos, Estado de México | Morelos                 |
| Galicia           | Cuernavaca, Morelos                   | Centenario              |
| Inter de Tijuana  | Tijuana, Baja California              | Cerro Colorado          |
| Jalisco           | Guadalajara, Jalisco                  | Jalisco                 |
| La Piedad         | La Piedad, Michoacán                  | Juan N. López           |
| León              | León, Guanajuato                      | Nou Camp                |
| Nuevo León        | Monterrey, Nuevo León                 | Tecnológico             |
| Pachuca           | Pachuca, Hidalgo                      | Revolución Mexicana     |
| Querétaro         | Santiago de Querétaro, Querétaro      | Corregidora             |
| Salina Cruz       | Salina Cruz, Oaxaca                   | Heriberto Kehoe Vincent |
| Saltillo          | Saltillo, Coahuila                    | Francisco I. Madero     |
| S.U.O.O.          | Cuautitlán, Estado de México          | Los Pinos               |
| Tecomán           | Tecomán, Colima                       | IAETAC                  |
| Tepic             | Tepic, Nayarit                        | Nicolás Álvarez Ortega  |
| U.A. Querétaro    | Santiago de Querétaro, Querétaro      | Corregidora             |
| Yucatán           | Mérida, Yucatán                       | Carlos Iturralde Rivero |
| Zacatepec         | Zacatepec, Morelos                    | Agustín Coruco Díaz     |

## Grupos

### Grupo 1
| Pos. | Equipo            | Pts. | PJ | G  | E  | P  | GF | GC | Dif. | Clasificación               |
| ---- | ----------------- | ---- | -- | -- | -- | -- | -- | -- | ---- | --------------------------- |
| 1    | Deportivo Tepic   | 62   | 38 | 19 | 12 | 7  | 53 | 32 | +21  | Cuadrangular de la liguilla |
| 2    | Ecatepec          | 59   | 38 | 17 | 12 | 9  | 50 | 34 | +16  | Cuadrangular de la liguilla |
| 3    | Yucatán           | 51   | 38 | 15 | 9  | 14 | 57 | 49 | +8   |                             |
| 4    | Atlético Potosino | 45   | 38 | 13 | 13 | 12 | 41 | 40 | +1   |                             |
| 5    | SUOO (D)          | 29   | 38 | 8  | 8  | 22 | 34 | 73 | −39  | Descenso de categoría       |

 Fuente: RSSSF

### Grupo 2
| Pos. | Equipo           | Pts. | PJ | G  | E  | P  | GF | GC | Dif. | Clasificación               |
| ---- | ---------------- | ---- | -- | -- | -- | -- | -- | -- | ---- | --------------------------- |
| 1    | Inter de Tijuana | 63   | 38 | 19 | 13 | 6  | 50 | 32 | +18  | Cuadrangular de la liguilla |
| 2    | Chetumal         | 55   | 38 | 15 | 13 | 10 | 53 | 48 | +5   | Cuadrangular de la liguilla |
| 3    | La Piedad        | 54   | 38 | 17 | 8  | 13 | 49 | 47 | +2   |                             |
| 4    | Jalisco          | 37   | 38 | 10 | 10 | 18 | 40 | 53 | −13  |                             |
| 5    | Galicia (D)      | 28   | 38 | 8  | 6  | 24 | 30 | 58 | −28  | Descenso de categoría       |

 Fuente: RSSSF

### Grupo 3
| Pos. | Equipo                | Pts. | PJ | G  | E  | P  | GF | GC | Dif. | Clasificación               |
| ---- | --------------------- | ---- | -- | -- | -- | -- | -- | -- | ---- | --------------------------- |
| 1    | U. A. de Querétaro    | 58   | 38 | 19 | 13 | 6  | 66 | 46 | +20  | Cuadrangular de la liguilla |
| 2    | Pachuca               | 53   | 38 | 16 | 12 | 10 | 50 | 34 | +16  | Cuadrangular de la liguilla |
| 3    | Atlético Bachilleres  | 47   | 38 | 15 | 7  | 16 | 47 | 50 | −3   |                             |
| 4    | Nuevo León / Saltillo | 41   | 38 | 11 | 12 | 15 | 48 | 55 | −7   |                             |
| 5    | Tecomán               | 37   | 38 | 10 | 9  | 19 | 50 | 62 | −12  |                             |

 Fuente: RSSSF
Notas:
1. ↑  Tras disputarse la jornada 18 el Club de Fútbol Nuevo León fue adquirido por nuevos propietarios, por lo que cambió su sede a la ciudad de Saltillo, donde el equipo pasó a jugar como Leones de Saltillo

### Grupo 4
| Pos. | Equipo      | Pts. | PJ | G  | E  | P  | GF | GC | Dif. | Clasificación               |
| ---- | ----------- | ---- | -- | -- | -- | -- | -- | -- | ---- | --------------------------- |
| 1    | Zacatepec   | 57   | 38 | 18 | 8  | 12 | 56 | 37 | +19  | Cuadrangular de la liguilla |
| 2    | León (C)    | 54   | 38 | 16 | 11 | 11 | 54 | 30 | +24  | Cuadrangular de la liguilla |
| 3    | Querétaro   | 52   | 38 | 16 | 11 | 11 | 51 | 49 | +2   |                             |
| 4    | Salina Cruz | 41   | 38 | 12 | 8  | 18 | 36 | 54 | −18  |                             |
| 5    | Ayense (D)  | 27   | 38 | 5  | 13 | 20 | 32 | 64 | −32  | Descenso de categoría       |

 Fuente: RSSSF

## Tabla general
| Pos. | Equipo                | Pts. | PJ | G  | E  | P  | GF | GC | Dif. | Clasificación               |
| ---- | --------------------- | ---- | -- | -- | -- | -- | -- | -- | ---- | --------------------------- |
| 1    | Inter de Tijuana      | 63   | 38 | 19 | 13 | 6  | 50 | 32 | +18  | Cuadrangular de la liguilla |
| 2    | Deportivo Tepic       | 62   | 38 | 19 | 12 | 7  | 53 | 32 | +21  | Cuadrangular de la liguilla |
| 3    | Ecatepec              | 59   | 38 | 17 | 12 | 9  | 50 | 34 | +16  | Cuadrangular de la liguilla |
| 4    | U. A. de Querétaro    | 58   | 38 | 19 | 13 | 6  | 66 | 46 | +20  | Cuadrangular de la liguilla |
| 5    | Zacatepec             | 57   | 38 | 18 | 8  | 12 | 56 | 37 | +19  | Cuadrangular de la liguilla |
| 6    | Chetumal              | 55   | 38 | 15 | 13 | 10 | 53 | 48 | +5   | Cuadrangular de la liguilla |
| 7    | León (C)              | 54   | 38 | 16 | 11 | 11 | 54 | 30 | +24  | Cuadrangular de la liguilla |
| 8    | La Piedad             | 54   | 38 | 17 | 8  | 13 | 49 | 47 | +2   |                             |
| 9    | Pachuca               | 53   | 38 | 16 | 12 | 10 | 50 | 34 | +16  | Cuadrangular de la liguilla |
| 10   | Querétaro             | 52   | 38 | 16 | 11 | 11 | 51 | 49 | +2   |                             |
| 11   | Atlético Yucatán      | 51   | 38 | 15 | 9  | 14 | 57 | 49 | +8   |                             |
| 12   | Bachilleres           | 47   | 38 | 15 | 7  | 16 | 47 | 50 | −3   |                             |
| 13   | Atlético Potosino     | 45   | 38 | 13 | 13 | 12 | 41 | 40 | +1   |                             |
| 14   | Nuevo León / Saltillo | 41   | 38 | 11 | 12 | 15 | 48 | 55 | −7   |                             |
| 15   | Salina Cruz           | 41   | 38 | 12 | 8  | 18 | 36 | 54 | −18  |                             |
| 16   | Jalisco               | 37   | 38 | 10 | 10 | 18 | 40 | 53 | −13  |                             |
| 17   | Tecomán               | 37   | 38 | 10 | 9  | 19 | 50 | 62 | −12  |                             |
| 18   | SUOO (D)              | 29   | 38 | 8  | 8  | 22 | 34 | 73 | −39  | Descenso de categoría       |
| 19   | Galicia (D)           | 28   | 38 | 8  | 6  | 24 | 30 | 58 | −28  | Descenso de categoría       |
| 20   | Ayense (D)            | 27   | 38 | 5  | 13 | 20 | 32 | 64 | −32  | Descenso de categoría       |

 Fuente: RSSSF
Notas:
1. ↑  Tras disputarse la jornada 18 el Club de Fútbol Nuevo León fue adquirido por nuevos propietarios, por lo que cambió su sede a la ciudad de Saltillo, donde el equipo pasó a jugar como Leones de Saltillo

## Resultados
| Local \ Visitante   | ATP | AYE | BAC | CHE | ECA | GAL | INT | JAL | LPD | LEO | NLS/NLS | PAC | QUE | SAC | SUO | TEC | TEP | UAQ | YUC | ZAC |
| ------------------- | --- | --- | --- | --- | --- | --- | --- | --- | --- | --- | ------- | --- | --- | --- | --- | --- | --- | --- | --- | --- |
| Atlético Potosino   | —   | 2–2 | 1–1 | 1–0 | 3–2 | 2–1 | 1–1 | 1–0 | 2–0 | 1–0 | 4–0     | 0–0 | 2–0 | 0–1 | 3–1 | 1–1 | 2–0 | 0–0 | 1–0 | 1–0 |
| Ayense              | 0–1 | —   | 1–1 | 0–0 | 1–0 | 0–0 | 1–2 | 1–1 | 0–0 | 0–2 | 1–2     | 1–1 | 1–1 | 1–0 | 1–2 | 1–2 | 0–1 | 1–2 | 2–3 | 3–2 |
| Bachilleres         | 1–0 | 1–2 | —   | 1–2 | 0–2 | 2–1 | 0–0 | 0–1 | 0–3 | 3–2 | 1–0     | 1–1 | 4–0 | 3–0 | 4–0 | 2–2 | 0–0 | 2–0 | 0–1 | 1–0 |
| Chetumal            | 4–2 | 1–1 | 1–0 | —   | 1–1 | 4–1 | 0–0 | 3–1 | 3–1 | 2–2 | 2–1     | 1–1 | 4–0 | 0–0 | 3–0 | 3–1 | 0–0 | 4–3 | 0–2 | 1–5 |
| Ecatepec            | 1–0 | 2–1 | 2–2 | 0–0 | —   | 0–1 | 0–0 | 2–1 | 0–1 | 0–2 | 3–0     | 1–0 | 0–0 | 1–1 | 3–1 | 2–0 | 0–0 | 1–1 | 2–0 | 2–0 |
| Galicia             | 1–1 | 1–1 | 0–2 | 0–1 | 1–2 | —   | 0–1 | 0–1 | 0–1 | 0–3 | 3–2     | 1–2 | 1–2 | 0–1 | 0–1 | 3–0 | 3–1 | 1–0 | 2–2 | 1–2 |
| Inter de Tijuana    | 2–0 | 3–0 | 4–0 | 2–2 | 2–1 | 2–0 | —   | 1–2 | 2–1 | 1–0 | 1–0     | 0–0 | 2–0 | 1–2 | 1–1 | 2–2 | 1–0 | 1–0 | 1–0 | 2–0 |
| Jalisco             | 1–1 | 1–1 | 0–2 | 1–0 | 1–1 | 1–1 | 0–1 | —   | 0–1 | 0–3 | 0–2     | 1–2 | 1–1 | 0–1 | 2–1 | 4–2 | 0–1 | 2–1 | 4–1 | 2–0 |
| La Piedad           | 2–0 | 2–2 | 2–1 | 1–0 | 0–2 | 2–0 | 0–0 | 1–0 | —   | 1–0 | 2–1     | 2–0 | 4–2 | 0–0 | 2–2 | 1–3 | 2–3 | 3–1 | 2–0 | 2–2 |
| León                | 1–0 | 3–0 | 1–0 | 1–2 | 1–1 | 3–1 | 5–0 | 1–1 | 0–1 | —   | 1–0     | 0–0 | 2–2 | 0–1 | 3–0 | 4–2 | 2–1 | 2–1 | 0–1 | 0–0 |
| Nuevo León/Saltillo | 2–2 | 2–0 | 2–0 | 4–2 | 1–2 | 3–0 | 2–2 | 3–2 | 4–4 | 0–0 | —       | 2–1 | 0–0 | 0–1 | 4–0 | 1–0 | 0–0 | 1–1 | 1–1 | 1–0 |
| Pachuca             | 4–1 | 3–0 | 4–0 | 2–1 | 1–3 | 0–0 | 1–0 | 0–0 | 1–0 | 2–2 | 0–0     | —   | 0–1 | 5–0 | 1–0 | 2–1 | 2–2 | 2–1 | 2–1 | 0–1 |
| Querétaro           | 1–1 | 1–2 | 4–1 | 4–1 | 0–0 | 0–1 | 3–1 | 1–0 | 2–1 | 1–0 | 2–2     | 2–1 | —   | 3–1 | 2–2 | 2–1 | 1–0 | 1–1 | 3–1 | 2–1 |
| Salina Cruz         | 1–1 | 3–0 | 0–1 | 0–1 | 1–4 | 3–1 | 4–2 | 2–3 | 0–1 | 1–1 | 0–0     | 0–1 | 3–2 | —   | 2–1 | 3–0 | 0–0 | 2–3 | 1–1 | 1–0 |
| SUOO                | 0–0 | 1–0 | 1–2 | 3–0 | 1–2 | 0–1 | 2–1 | 1–1 | 1–1 | 0–4 | 1–0     | 2–4 | 0–1 | 3–1 | —   | 2–0 | 1–4 | 1–1 | 1–2 | 0–2 |
| Tecomán             | 1–1 | 0–0 | 1–3 | 1–1 | 2–2 | 2–0 | 0–1 | 2–1 | 2–0 | 0–1 | 2–1     | 0–1 | 1–1 | 2–0 | 6–0 | —   | 4–2 | 3–1 | 2–3 | 1–2 |
| Tepic               | 1–0 | 5–2 | 1–0 | 0–0 | 2–0 | 1–0 | 1–1 | 1–0 | 2–0 | 1–1 | 3–1     | 1–0 | 3–1 | 1–0 | 5–1 | 2–0 | —   | 4–2 | 3–2 | 0–0 |
| U.A. Querétaro      | 2–1 | 2–1 | 4–1 | 4–0 | 2–0 | 2–1 | 2–2 | 5–2 | 4–1 | 1–1 | 4–0     | 1–0 | 0–1 | 1–0 | 2–0 | 2–0 | 2–0 | —   | 2–0 | 1–0 |
| Yucatán             | 4–1 | 5–0 | 1–2 | 1–1 | 2–3 | 0–1 | 0–1 | 2–2 | 3–1 | 1–0 | 3–3     | 2–1 | 1–0 | 4–0 | 2–0 | 1–1 | 0–0 | 3–1 | —   | 0–1 |
| Zacatepec           | 1–0 | 3–1 | 3–2 | 0–2 | 1–0 | 5–1 | 1–1 | 3–0 | 2–0 | 1–0 | 4–0     | 2–2 | 2–1 | 4–1 | 0–0 | 3–0 | 1–1 | 1–3 | 1–1 | —   |

## Liguilla

### Grupo de Campeonato A
| Pos. | Equipo             | Pts. | PJ | G | E | P | GF | GC | Dif. | Clasificación     |
| ---- | ------------------ | ---- | -- | - | - | - | -- | -- | ---- | ----------------- |
| 1    | León               | 13   | 6  | 4 | 1 | 1 | 16 | 6  | +10  | Acceso a la final |
| 2    | U. A. de Querétaro | 11   | 6  | 4 | 0 | 2 | 12 | 10 | +2   |                   |
| 3    | Deportivo Tepic    | 9    | 6  | 3 | 1 | 2 | 7  | 5  | +2   |                   |
| 4    | Chetumal           | 0    | 6  | 0 | 0 | 6 | 2  | 16 | −14  |                   |

 Fuente: RSSSF

#### Resultados
| Local \ Visitante | CHE | LEO | TEP | UAQ |
| ----------------- | --- | --- | --- | --- |
| Chetumal          | —   | 0–3 | 0–2 | 1–3 |
| León              | 3–0 | —   | 2–0 | 1–3 |
| Tepic             | 3–0 | 1–1 | —   | 1–0 |
| U.A. Querétaro    | 2–1 | 2–6 | 2–0 | —   |

### Grupo de Campeonato B
| Pos. | Equipo           | Pts. | PJ | G | E | P | GF | GC | Dif. | Clasificación     |
| ---- | ---------------- | ---- | -- | - | - | - | -- | -- | ---- | ----------------- |
| 1    | Inter de Tijuana | 12   | 6  | 4 | 1 | 1 | 11 | 7  | +4   | Acceso a la final |
| 2    | Zacatepec        | 12   | 6  | 3 | 3 | 0 | 10 | 4  | +6   |                   |
| 3    | Pachuca          | 7    | 6  | 2 | 1 | 3 | 10 | 11 | −1   |                   |
| 4    | Ecatepec         | 1    | 6  | 0 | 1 | 5 | 3  | 12 | −9   |                   |

 Fuente: RSSSF
Notas:
1. ↑  Inter de Tijuana avanzó a la final por su mejor posición en la tabla general de la temporada

#### Resultados
| Local \ Visitante | ECA | INT | PAC | ZAC |
| ----------------- | --- | --- | --- | --- |
| Ecatepec          | —   | 1–3 | 1–3 | 0–0 |
| Inter de Tijuana  | 1–0 | —   | 3–1 | 2–2 |
| Pachuca           | 3–1 | 1–2 | —   | 2–2 |
| Zacatepec         | 2–0 | 2–0 | 2–0 | —   |

### Final
La serie final del torneo enfrentó al Club León contra el Inter de Tijuana.
| 26 de mayo de 1990 | León                                          | 3-0 | Inter de Tijuana | Nou Camp, León |  |
|                    | Carlos Turrubiates 44' · Martín Peña 72', 75' |     |                  |                |  |

| 3 de junio de 1990                                                                                          | Inter de Tijuana  | 1-1 | León             | Estadio del Cerro Colorado, Tijuana |  |
| | Mario Vázquez 80' |     | 42' Juan Andrade |                                     |  |
| León campeón de la Segunda División de México 1989-90. Global INT 1-4 LEO y asciende a la Primera División. |                   |     |                  |                                     |  |

|                           |
| León Campeón 1.er título. |